# Saint-Germain-le-Gaillard (Manche)
Saint-Germain-le-Gaillard ist eine französische Gemeinde im Département Manche in der Region Normandie.

## Toponymie
Gaillard bezieht sich auf den Familiennamen Gaillard, oder bedeutet, dass das Dorf einflussreich ist.

## Geografie
Die Gemeinde liegt auf der Halbinsel Cotentin.
Angrenzende Gemeinden sind Les Pieux, Le Rozel, Grosville, Pierreville und Le Vrétot.

### Geologie
Saint-Germain-le-Gaillard liegt im armorikanischen Massiv. Dort sind Ignimbrite aus dem Ende des Proterozoikum oder Anfang des Paläozoikums (d. h. Kambrium) anzutreffen.

## Bevölkerungsentwicklung
| Jahr      | 1962 | 1968 | 1975 | 1982 | 1990 | 1999 | 2011 | 2018 |
| Einwohner | 577  | 523  | 462  | 475  | 611  | 624  | 714  | 749  |

## Sehenswürdigkeiten
- Kirche Saint-Germain

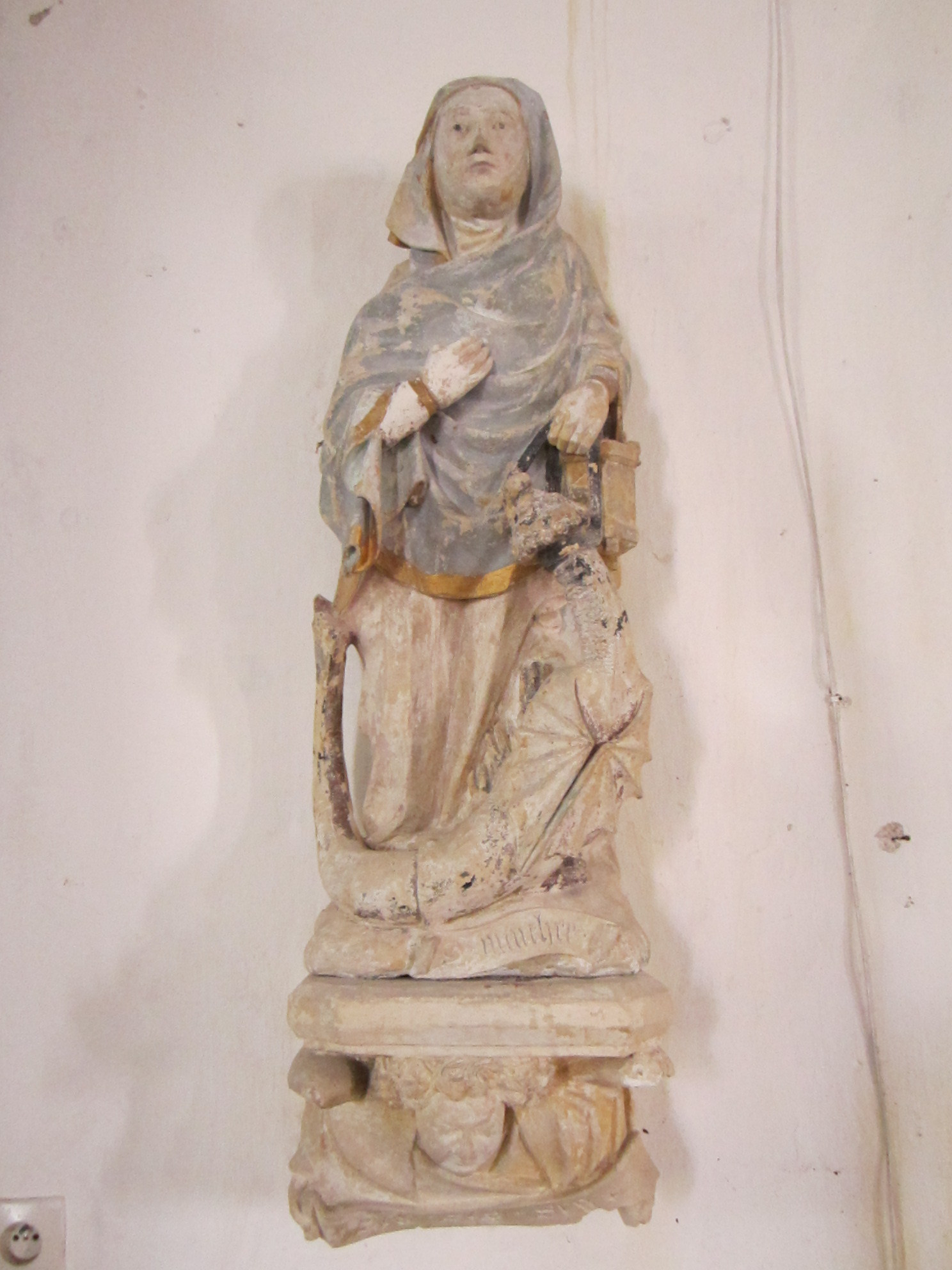
Statue de Sainte Marthe et la tarasque

- Gutshaus von Le But (manoir du But)

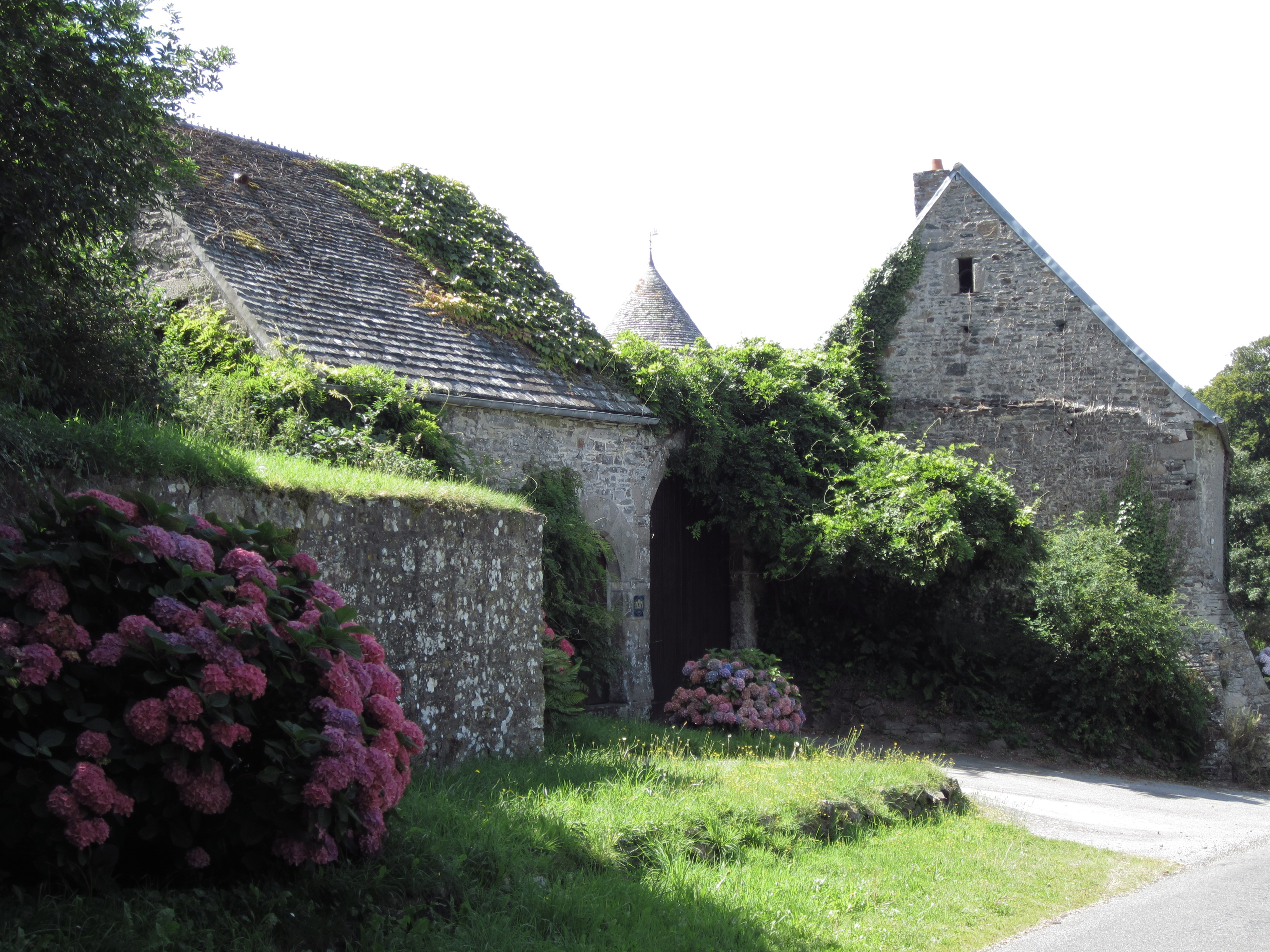
manoir du But

Das Gutshaus reicht ins 14. Jahrhundert zurück. Aber die heutigen Gebäude wurden nach dem 16. Jahrhundert gebaut. Es wurde am Hang eines Hügels, entlang des Bachs le But gebaut, und bildet 3/4 eines Kreises. Das Gutshaus und die Mühle sind 1983 in die Liste der historischen Denkmäler aufgenommen worden.
- Gutshaus von Bunehou
- Mühle von Bunehou

## Persönlichkeiten
- Jean-Baptiste Jumelin: 1745 in Saint-Germain-le-Gaillard geboren. Er war zunächst Physik und Chemie-Lehrer im lycée impérial (heute lycée Louis-le-Grand) in Paris. Dann war er Docteur Régent de la Faculté de Paris. Er war auch Erfinder (pneumatische Maschine, Feuerpumpe, Mikroskop, …). 1806 veröffentlichte er ein Traité élémentaire de physique et de chimie. 1807 starb er in Soissons.
- Louise Catherine Jumelin: am 27. August 1770 in Saint-Germain-le-Gaillard geboren. Am 13. Juli 1790 heiratete sie Marin Nicolas Millet. Das Ehepaar hatte viele Kinder, darunter Jean-Louis Millet, Vater von Jean-François Millet. Louise Jumelin kümmerte sich um die Erziehung ihres Enkels, der ein guter Christ werden sollte. 1871 malte J.F. Millet das Manoir du But, das neben dem Haus seiner Großmutter steht. Louise Jumelin war die Nichte von Jean-Baptiste Jumelin.